# Artur-Pappenheim-Preis
Der Artur-Pappenheim-Preis ist ein Wissenschaftspreis, der seit 1970 für Forschungen im Bereich der Hämatologie vergeben wird. Mit dem Preis werden Wissenschaftler unter 40 Jahren für herausragende deutschsprachige Arbeiten auf dem Gebiet der klinischen, experimentellen oder theoretischen Hämatologie geehrt.
Benannt wurde der Preis nach dem deutschen Hämatologen Artur Pappenheim (1870–1916), anlässlich dessen 100. Geburtstag der Preis im Jahr 1970 von der damaligen Deutschen Gesellschaft für Hämatologie gestiftet wurde.
Der Artur-Pappenheim-Preis ist mit 7.500 Euro dotiert (Stand 2020).
Die Bekanntgabe der Preisträger und die Preisverleihung erfolgen auf der Jahrestagung der Deutschen Gesellschaft für Hämatologie und Medizinische Onkologie (DGHO).
Die Preisträger werden auf der Website der DGHO aufgeführt.